# Ashtonia praeterita
Ashtonia praeterita är en emblikaväxtart som beskrevs av Airy Shaw. Ashtonia praeterita ingår i släktet Ashtonia och familjen emblikaväxter. Inga underarter finns listade i Catalogue of Life.